# Bataille de Livourne
Première guerre anglo-néerlandaise
Batailles
- Douvres
- Plymouth
- Elbe
- Kentish Knock
- Dungeness
- Portland
- Livourne
- Gabbard
- Schéveningue

La bataille de Livourne a lieu le 14 mars 1653 (le 4 mars selon le calendrier julien alors en usage en Angleterre) au large de Livourne (Italie) pendant la première guerre anglo-néerlandaise, entre la flotte néerlandaise commandée par le Commodore Johan van Galen et les escadre anglaises du capitaine Henry Appleton et de Richard Badiley.

## Contexte
En 1652, le gouvernement du Commonwealth d'Angleterre, croyant à tort que les Néerlandais ont été défaits à la bataille de Kentish Knock, envoie une escadre de vingt navires en Méditerranée, laissant la garde des eaux territoriales à Robert Blake avec 42 navires. Cette division des forces conduit à une défaite lors de la bataille de Dungeness au mois de décembre. En Méditerranée, la situation est tout aussi critique pour les 6 navires de Henry Appleton, encerclés dans le port neutre de Livourne et pour les 8 navires de Richard Badiley encerclés à Elbe, par les 16 navires du commodore Johan van Galen.

## La bataille
Le seul espoir des Anglais est de combiner leurs forces, mais Appleton sort trop tôt et engage le combat avec les Hollandais avant que Badiley ne lui vienne en aide. Deux de ses navires sont détruits et trois sont capturés. Seul le Mary, plus rapide que les navires néerlandais, parvient à rejoindre Badiley. À son tour, ce dernier engage les Néerlandais, mais en infériorité numérique, il ne peut que battre en retraite.

## Conséquences
La bataille donne aux Néerlandais le contrôle de la Méditerranée, mettant le commerce anglais avec l'Orient à leur merci. Mortellement blessé, Van Galen meurt le 23 mars à Livourne.
Cornelis Tromp, fils du lieutenant-amiral Maarten Tromp, participe à la bataille. Il deviendra lui-même un célèbre amiral.

## Sources
- (en) Cet article est partiellement ou en totalité issu de l’article de Wikipédia en anglais intitulé « Battle of Leghorn » (voir la liste des auteurs).